# Édouard Corroyer
Édouard Corroyer, né à Amiens le 14 septembre 1835 et mort à Paris le 30 janvier 1904, est un architecte français.

## Biographie

### Famille
Édouard-Jules Corroyer est issu d'une famille des corps de métier du bâtiment : son père était charpentier, son oncle maternel et son aïeul couvreurs.
Son beau-père, Louis Napoléon Pierre Forget, était également architecte. Sa belle-mère, Louise-Geneviève Salles, était issue d'une famille d'importants entrepreneurs dans le bâtiment.

### Élève de Viollet-le-Duc
Il fut l'élève d'Eugène Viollet-le-Duc. En 1862, il réalisa l'hôtel de ville de Roanne et l'église de Vougy (Loire), puis le château de Fleyriat (Ain). 

### Restaurateur de monuments médiévaux

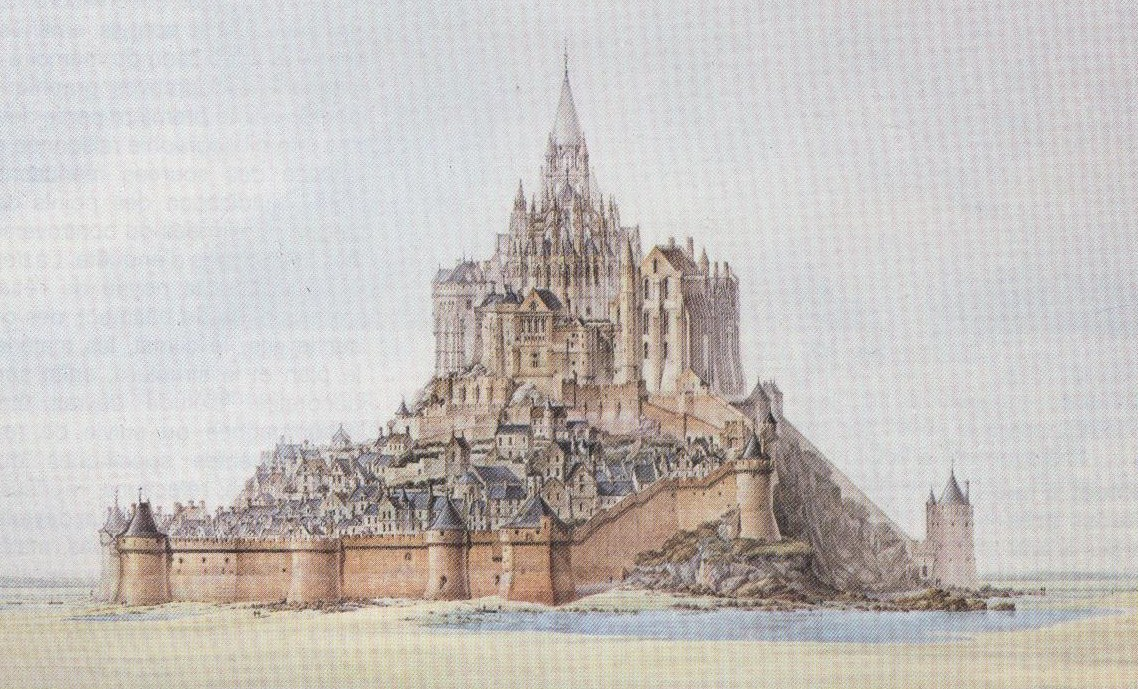
Dessin du Mont-Saint-Michel de Corroyer, 1873.

S'intéressant à l'architecture médiévale, il participa activement à la restauration de la cathédrale de Soissons. En 1878, il reçut pour mission de restaurer le Mont-Saint-Michel, sur lequel il publia plusieurs études, mais il fut révoqué en 1888, avant d'avoir pu achever son travail. Il amena au Mont-Saint-Michel, Anne Boutiaut, sa femme de chambre, qui devint la célèbre « Mère Poulard ».
En 1874, il devint architecte diocésain de Soissons, puis obtint le poste d'inspecteur général le 13 juin 1885. Il rejoignit la Société des antiquaires de France en 1879 et il fut élu membre libre de l'Académie des beaux-arts en 1896.

### Un architecte reconnu
De 1878 à 1882, il conçut et supervisa la construction du siège du Comptoir d'escompte de Paris.
On doit à Édouard Corroyer la reconstitution, à la fin du XIXe siècle, du monument à la gloire de Sobieski, roi de Pologne qui avait vaincu l'armée ottomane lors de la bataille de Vienne en 1683. Sobieski avait alors demandé au sculpteur Pierre Vaneau de réaliser des statues pour décorer son mausolée. Ces sculptures en noyer représentent les quatre nations vaincues sous forme d'esclaves : les Moscovites, les Tartares, les Hongrois et les Ottomans. Les deux premières étaient visibles dans le musée d'art religieux du Puy-en-Velay jusqu'en mai 2010,  musée désormais fermé pour cause de travaux.
Édouard Corroyer collabora avec Joseph Poelaert, en tant que dessinateur lorsque celui-ci, installé à Paris, terminait ses plans pour la construction du Palais de justice de Bruxelles.

## Principales publications
- Description de l'abbaye du Mont-Saint-Michel et de ses abords, 1877 ;
- Guide descriptif du Mont-Saint-Michel, Paris, André, Daly Fils et Cie, 1886, 158 p. (lire en ligne) Texte en ligne ;
- L'Architecture romane, Paris, Quantin, 1888, 320 pages. (lire en ligne) ;
- L'architecture gothique, Paris, Librairies-imprimeries réunies, 1891, 382 p. (lire en ligne).
- Directeur de publication de la revue la Gazette des architectes et du bâtiment.

## Hommage et distinctions
Édouard Corroyer est:
- chevalier de la Légion d'honneur en 1882 ;
- officier de la Légion d'honneur en 1896.